# Balajinagar, Gadag
Balajinagar là một làng thuộc tehsil Gadag, huyện Gadag, bang Karnataka, Ấn Độ.